# 아베강
아베강(일본어: 安倍川 아베카와[*])은 일본 중앙의 시즈오카현을 흐르는 강이다. 총 길이는 53.3 km, 유역 면적 567 km2이다.
강은 야마나시현과 시즈오카현의 경계의 아카이시산맥에서 발원해 스루가만(태평양)으로 흘러 들어간다. 유역이 모두 시즈오카시내에 속한다. 이토이가와 시즈오카 구조선의 남단이기도 해 아베강을 경계로 동서의 지질 구조가 크게 다르다.
강 상류에는 많은 온천이 있고 일본의 폭포 100선의 하나인 아베 폭포로 유명하다. 주변의 덴류강이나 오이강과는 달리 아베강에는 댐이 없다.
쇼군 도쿠가와 이에야스는 광범위한 건설 작업을 수행했고 강 하류에 현재의 유로를 만들었다.